# Мартинез (Џорџија)
Мартинез (енгл. Martinez) насељено је место без административног статуса у америчкој савезној држави Џорџија.

## Демографија
По попису из 2010. године број становника је 35.795, што је 8.046 (29,0%) становника више него 2000. године.
| Група             | 2000.          | 2010.          |
| Белци             | 22.883 (82,5%) | 26.740 (74,7%) |
| Афроамериканци    | 2.225 (8,0%)   | 4.548 (12,7%)  |
| Азијати           | 1.554 (5,6%)   | 1.970 (5,5%)   |
| Хиспаноамериканци | 640 (2,3%)     | 1.530 (4,3%)   |
| Укупно            | 27.749         | 35.795         |